# Ave Maria (Schubert)
"Ellens dritter Gesang" (Ellens Gesang III, D. 839, Op. 52, No. 6, 1825), în engleză: "Ellen's Third Song",  Al treilea cântec al Elenei (Imn Fecioarei) este un lied compus de Franz Schubert în 1825 ce face parte dintr-un ansamblu 7 cântece ce reprezintă versiunea muzicală a unor texte traduse de (Philip) Adam Storck (1780-1822) în 1819 din poemul ''The Lady of the Lake'' de Walter Scott  și publicate de Schubert ca Opus 52 împreună cu textele traduse de Stork însoțite de orginalele în engleză ale poemului lui Walter Scott sub titlul Sieben Gesange aus Walter Scotts Fräulein vom See (Seven Songs from Walter Scott's Lady of the Lake).
A devenit una din cele mai populare lucrări ale lui Schubert, reprodusă de un număr foarte mare de cântăreți sub titlul Ave Maria, însoțită de diferite texte care de obicei diferă de textul original al poemului, cel mai adesea textul fiind chiar rugăciunea Ave Maria.  Printre cei mai cunoscuți interpreți sunt Joan Baez, Stevie Wonder, Perry Como, José Carreras, Luciano Pavarotti, Maria Callas, Aaron Neville, Andrea Bocelli,  Barbra Streisand, Kousuke Atari, Mylène Farmer, Il Divo, Vitas, Beyonce, Celine Dion, Il Volo.
Interpreți români: Angela Gheorghiu, Felicia Filip, Corul Madrigal, Paula Seling, Gabriel Cotabiță, etc
A fost adaptată pentru pian în trei versiuni de către Franz Liszt.

## Texte
| Traducerea lui Storck folosită de Schubert Ave Maria! Jungfrau mild, Erhöre einer Jungfrau Flehen, Aus diesem Felsen starr und wild Soll mein Gebet zu dir hinwehen. Wir schlafen sicher bis zum Morgen, Ob Menschen noch so grausam sind. O Jungfrau, sieh der Jungfrau Sorgen, O Mutter, hör ein bittend Kind! Ave Maria! Ave Maria! Unbefleckt! Wenn wir auf diesen Fels hinsinken Zum Schlaf, und uns dein Schutz bedeckt Wird weich der harte Fels uns dünken. Du lächelst, Rosendüfte wehen In dieser dumpfen Felsenkluft, O Mutter, höre Kindes Flehen, O Jungfrau, eine Jungfrau ruft! Ave Maria! Ave Maria! Reine Magd! Der Erde und der Luft Dämonen, Von deines Auges Huld verjagt, Sie können hier nicht bei uns wohnen, Wir woll'n uns still dem Schicksal beugen, Da uns dein heil'ger Trost anweht; Der Jungfrau wolle hold dich neigen, Dem Kind, das für den Vater fleht. Ave Maria! | Hymn to the Virgin de Sir Walter Scott Ave Maria! maiden mild! Listen to a maiden's prayer! Thou canst hear though from the wild; Thou canst save amid despair. Safe may we sleep beneath thy care, Though banish'd, outcast and reviled - Maiden! hear a maiden's prayer; Mother, hear a suppliant child! Ave Maria Ave Maria! undefiled! The flinty couch we now must share Shall seem this down of eider piled, If thy protection hover there. The murky cavern's heavy air Shall breathe of balm if thou hast smiled; Then, Maiden! hear a maiden's prayer, Mother, list a suppliant child! Ave Maria! Ave Maria! stainless styled. Foul demons of the earth and air, From this their wonted haunt exiled, Shall flee before thy presence fair. We bow us to our lot of care, Beneath thy guidance reconciled; Hear for a maid a maiden's prayer, And for a father hear a child! Ave Maria. |

Versiune latină a rugăciunii
Ave Maria, gratia plena,

Maria, gratia plena,

Maria, gratia plena,

Ave, Ave, Dominus,

Dominus tecum.

Benedicta tu in mulieribus, et benedictus,

Et benedictus fructus ventris (tui),

Ventris tui, Jesus.

Ave Maria!

Sancta Maria, Mater Dei,

Ora pro nobis peccatoribus,

Ora, ora pro nobis;

Ora, ora pro nobis peccatoribus,

Nunc et in hora mortis,

In hora mortis nostrae.

In hora, hora mortis nostrae,

In hora mortis nostrae.

Ave Maria!